# Armando Aldegalega
Armando Rodrigues Aldegalega (Setúbal, 23 de novembro de 1937), mais conhecido por Armando Aldegalega, é um atleta de fundo português. Competiu na maratona dos Jogos Olímpicos de Verão de 1964 e dos Jogos Olímpicos de Verão de 1972.